# Високи комесаријат Уједињених нација за људска права
Високи комесаријат Организације уједињених нација за људска права (енгл. United Nations High Commissioner for Human Rights) или само Високи комесаријат за људска права (енгл. High Commissioner for Human Rights, OHCHR), је агенција Организације уједињених нација која се залаже за заштиту и људска права која су загарантована међународним правом и утврђеним у Општој декларацији о људским правима из 1948. године.
Високи комесаријат је основан од стране Генералне скупштине Организације уједињених нација дана 20. децембра 1993. уочи Светске конференције о људским правима.
Комесаријат предводи високи комесар за људска права, који координира активностима везаним за људска права широм система ОУН и надгледа Савет за људска права у Женеви, Швајцарска. Тренутни високи комесар је јужноафрички правник Наванетем Пилај, чији је четворогодишњи мандат почео 1. септембра 2008. године.

## Функције и организација

### Мандат
Мандат Високог комесаријата Организације уједињених нација за људска права проистиче из члана 1, 13. и 55. Повеље Организације уједињених нација, Бечке декларације, Акционог програма и Резолуција Генералне скупштине 48/141 од 20. децембра 1993, по којима Скупштина утврђује место високог комесара Организације уједињених нација за људска права. У вези са програмом реформе Организације уједињених нација (А/51/950, став 79.), Високи комесаријат Организације уједињених нација за људска права и Центар за људска права били су груписани у заједнички Високи комесаријат Организације уједињених нација за људска права 15. септембра 1997. године.

### Циљеви
- Промовисање општег уживања свих људских права практичним деловањем воље и решености светске заједнице као што је наведено од стране Уједињених нација;
- Играње водеће улоге по питањима људских права и наглашавање значаја људских права на међународном и националном нивоу;
- Промовисање међународне сарадње по питању људских права;
- Стимулисање и координирање акција за људска права широм система Уједињених нација;
- Промовисање универзалне ратификације и примене међународних стандарда;
- Помагање у развоју нових норми;
- Подржавање организација за људска права и надгледања примене споразума;
- Одговарање на појаве озбиљних кршења људских права;
- Предузимање превентивних акција за људска права;
- Промовисање успостављања националних организација за заштиту људских права;
- Предузимање активности и операција за заштиту људских права на терену;
- Обезбеђивање образовања, информисања, саветодавних услуга и техничке помоћи у области људских права.

## Високи комесари за људска права
Дана 24. јула 2008, генерални секретар ОУН Бан Ки-мун је именовао Наванетем Пилај као наследника Луиз Арбур, на место високог комесара за људска права. На посебном заседању 28. јула 2008. године, Генерална скупштина Организације уједињених нација је потврдила предлог консензусом. Њен четворогодишњи мандат почео је 1. септембра 2008. године.
| Име                   | Земља        | Термин                                            | Напомена                                                              |
| --------------------- | ------------ | ------------------------------------------------- | --------------------------------------------------------------------- |
| Хосе Ајала-Ласо       | Еквадор      | 1994-1997                                         |                                                                       |
| Мери Робинсон         | Ирска        | 1997-2002                                         |                                                                       |
| Сержо Вијеира де Мело | Бразил       | 2002-2003                                         | Убијен у бомбардовању Канал хотела у Багдаду 19. августа 2003. године |
| Бертран Рамшаран      | Гијана       | 2003-2004                                         | Вршилац дужности Високог комесара                                     |
| Луиз Арбур            | Канада       | 2004-2008                                         | Није затражила други мандат                                           |
| Наванетем Пилај       | Јужна Африка | Од 1. септембра 2008. године до 31. августа 2014. |                                                                       |
| Зеин бин Ра'ад        | Јордан       | Од 1. септембра 2014. до данас                    | Вршилац дужности Високог комесара                                     |